# Línea 1 (Comodoro Rivadavia)
La línea 1 es una línea de colectivos de Comodoro Rivadavia que une Máximo Abásolo con el centro de la ciudad, en su tramo final llega hasta el Hospital Regional Víctor Sanguinetti.
La línea es operada desde 2007 por Transportes Patagonia Argentina SRL.

## Historia
Anteriormente, esta línea era explotada bajo la Empresa La Unión (Los Amarillos), luego a la ya desaparecida empresa Transportes Comodoro y en el 2007, Patagonia Argentina logra el monopolio del servicio en Comodoro Rivadavia.
Una curiosidad de la línea, es que su recorrido conecta a todas las escuelas fundadas por el Reverendo Padre Juan Corti.
- Línea 1B (extinta)

Este ramal era operado por la empresa Transportes Comodoro. Se trataba de un ramal que hacia el mismo recorrido que la línea 1, con la excepción de que iba directamente al centro, es decir, no subía al barrio Pietrobelli. Hoy en día, este ramal ya está fuera de servicio. Cabe destacar que el recorrido de la línea era distinto (al actual) en aquel entonces.
Recorrido 
Ida: Terminal Máximo Abásolo, Ingeniero Huergo, Los Pensamientos, San Martín, Los Álamos, Avenida Rivadavia, España, San Martín, 25 de Mayo, Avenida Hipólito Yrigoyen, Hospital Regional.
Regreso:
Hospital Regional, Avenida General Solari, Democracia, Roque Sáenz Peña, Avenida Ingeniero Ducós, Avenida Hipólito Yrigoyen, Moreno, Avenida Rivadavia, Los Nogales, San Martín, Los Pensamientos, Ingeniero Huergo, Terminal Máximo Abásolo.

## Cuadro Tarifario
| Boleto                      | Tarifa    |
| --------------------------- | --------- |
| Primera sección (Urbano)    | $58,85    |
| Segunda sección (Suburbano) | No aplica |
| Tercera sección (Diadema)   | No aplica |
| Cuarta sección (Rada Tilly) | No aplica |
| Estudiante                  | $29,42    |
| Jubilado                    | $58,85    |
| Discapacitado               | $0.00     |
| Policía del Chubut          | $0.00     |

En el caso de los boletos de estudiante y jubilado reciben un subsidio de la municipalidad de Comodoro Rivadavia que les cubre un 50% del valor del boleto en 2 pasajes díarios, mientras que el restante 50% lo proporciona el gobierno de Chubut a través del TEG Chubut.

## Recorrido

### 1: Máximo Abásolo - Centro
| 1          | Primer servicio A: Centro | Primer servicio A: Máximo Abásolo | Último servicio A: Centro | Último servicio A: Máximo Abásolo |
| Laborables | 05:00                     | 05:30                             | 00:10                     | 00:40                             |
| Sábados    | 05:30                     | 06:00                             | 00:10                     | 00:40                             |
| Festivos   | 05:30                     | 06:00                             | 00:10                     | 00:40                             |

A Centro: Terminal Máximo Abásolo, Ingeniero Huergo, Los Pensamientos, San Martín, Los Álamos, Avenida Rivadavia, Viamonte, Chaco, Saavedra, Avenida Rivadavia, Belgrano, Avenida Ducós, Avenida Hipólito Yrigoyen.
A Máximo Abásolo: Avenida Hipólito Yrigoyen, Máximo Abásolo, Avenida Rivadavia, 25 de Mayo, Avenida Hipólito Yrigoyen, Avenida Alsina, Rawson, Alvear, Misiones, 13 de Diciembre, Ingeniero Huergo, Alem, Avenida Rivadavia, Los Nogales, San Martín, Los Pensamientos, Ingeniero Huergo, Terminal Máximo Abásolo.

## Cercanías
- Seccional séptima de policía
- Gimnasio municipal N° 3
- Unión vecinal Máximo Abásolo
- Escuela San Juan Bosco
- Jardín Juanito Bosco
- Jardín N° 426
- CPB San Martín
- Escuela N° 184
- Escuela Juan XXIII
- Colegio San José Obrero
- Unión vecinal San Martín
- Escuela N° 34
- Unión vecinal La Floresta
- Unión vecinal Ceferino Namuncurá
- Escuela Ceferino Namuncurá
- Zona Comercio Avenida Rivadavia
- Escuela N° 26
- Sociedad Rural
- Seccional segunda de policía
- SCPL
- Anses
- Colegio Santo Domingo Savio
- Unión vecinal Pietrobelli
- Defensa Civil
- Escuela N° 2
- PAMI
- Escuela N° 119
- Escuela N° 83
- Escuela N° 204
- Escuela N° 1, entre otros.

## Galería

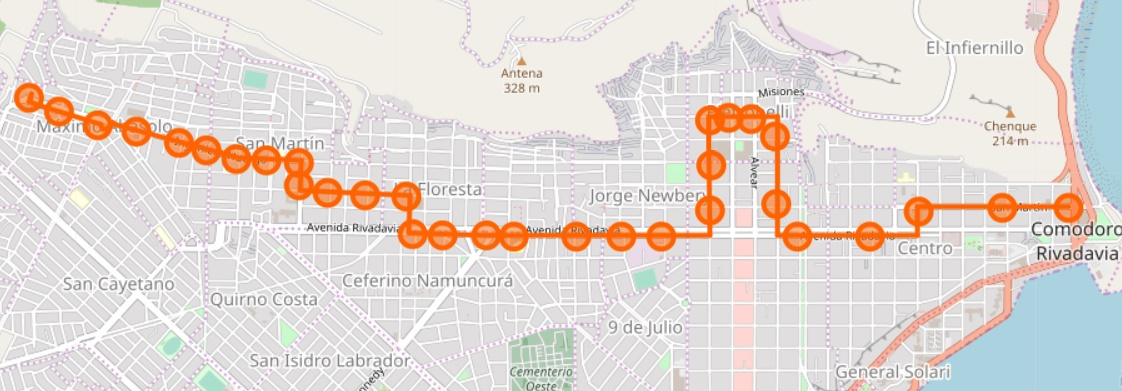
Recorrido Abásolo-Centro.
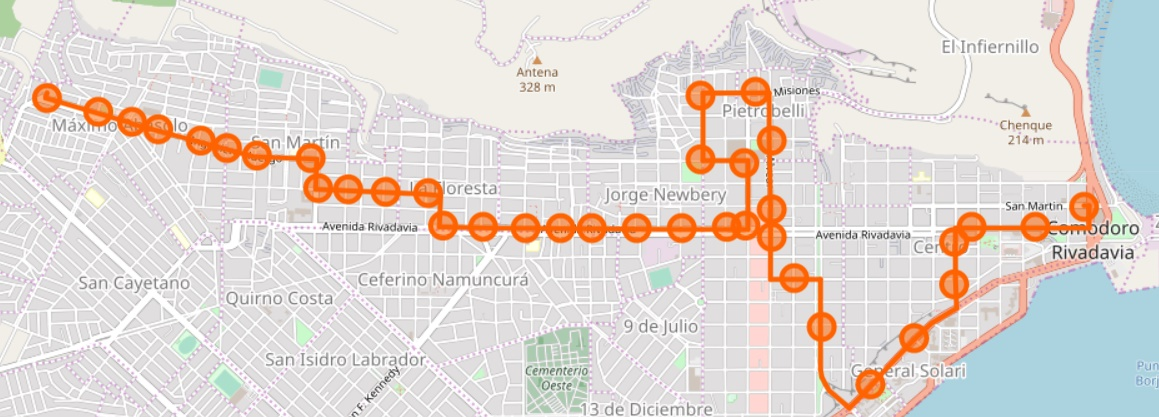
Recorrido Centro-Abásolo.